# Bierzkowo
Bierzkowo [bʲɛʂˈkɔvɔ] là một khu định cư ở khu hành chính của Gmina Barwice, thuộc hạt Szczecinek, West Pomeranian Voivodeship, ở phía tây bắc Ba Lan. Nó nằm khoảng 7 kilômét (4 mi) phía nam Barwice, 23 km (14 mi) về phía tây của Szczecinek và 121 km (75 mi) về phía đông của thủ đô khu vực Szczecin.